# Управління грошового обігу Бермудських Островів
Управління грошового обігу Бермудських Островів (англ. Bermuda Monetary Authority) — державна установа Бермудських Островів що виконує функції центрального банку. Засновано 20 лютого 1969 року.
Управління: контролює фінансові установи; випускає національну валюту Бермудів; виконує функції органу валютного контролю; надає допомогу органам влади Бермудів у виявленні і запобіганні фінансовим злочинам; готує рекомендації Уряду по питаннях банківської справи і інших фінансових і грошово-кредитних питаннях.